# 고정력
고체물리학에서 고정력(영어: pinning force 피닝 포스[*])은 자기 선속 고정과 같은 현상에서, 중심에서 고정된 물체에 작용하는 힘이다. 고체물리학에서 이것은 대부분 소용돌이 고정, 즉 2종 초전도체 속의 다른 종류의 결함에 의한 자기 소용돌이(아브리코소프 소용돌이)의 고정을 말한다.
중요한 양은 개개의 최대 고정력이다. 그것은 하나의 소용돌이의 속박을 푸는 것과 평균 고정력을 정의한다.

## 같이 보기
- 자기 선속 고정